# Har Kavul
Har Kavul (hebreiska: הר כבול) är ett berg i Israel.   Det ligger i distriktet Norra distriktet, i den norra delen av landet. Toppen på Har Kavul är 358 meter över havet.
Terrängen runt Har Kavul är kuperad åt nordost, men åt sydväst är den platt.Runt Har Kavul är det ganska tätbefolkat, med 90 invånare per kvadratkilometer. Närmaste större samhälle är Nasaret, 18,7 km söder om Har Kavul. Trakten runt Har Kavul består till största delen av jordbruksmark.